# ويليام باركر (ناشط)
ويليام باركر (بالإنجليزية: William Parker)‏ هو ناشط أمريكي، ولد في 1821 في آن أروندل كاونتي في الولايات المتحدة، وتوفي في 1891.